# Burgena diserta
Burgena diserta är en fjärilsart som beskrevs av Jordan 1926. Burgena diserta ingår i släktet Burgena och familjen nattflyn. Inga underarter finns listade i Catalogue of Life.